# 1,3-ジブロモプロパン
1,3-ジブロモプロパン(1,3-Dibromopropane)は、化学式(CH2)3Br2の有機臭素化合物である。無色の液体で、甘い匂いを持つ。有機合成で用いられ、C-Nカップリング反応等により、C3-架橋化合物を作る。
フロイント反応として知られる、1881年に行われた最初のシクロプロパン合成に用いられたのが1,3-ジブロモプロパンである。

## 合成
臭化アリルと臭化水素の間のフリーラジカル付加反応により、1,3-ジブロモプロパンが合成される。

## 代謝
1981年に1,3-ジブロモプロパンの代謝が試験された。この試験は、ラットにこの物質を経口摂取させ、24時間後の結果を収集したものである。尿、糞、呼気が集められ、尿の検査結果から、N-アセチル-S-(1-ブロモ-3-プロピル)-システインが代謝物として形成されることと、ラットの肝臓のグルタチオン含量が低下することが発見された。この結果により、1,3-ジブロモプロパンは摂取後にグルタチオンと反応して1-ブロモ-3-プロピル-S-グルタチオンを形成し、最終的に尿中の代謝物になると推定された。さらに、糞の中に放射能がほぼ観測されず、血中の放射能濃度が維持されていることから、硫黄含有代謝物が胆道から排出され、腸肝循環することが証明された。